# Jody Craddock
Jody Darryl Craddock (født 25. juli 1975) er en engelsk tidligere fodboldspiller, der gennem karrieren spillede for blandt andet Sunderland og Wolverhampton.
Han stoppede karrieren i 2013